# Георгий Никомидийский
Митрополи́т Гео́ргий Никомиди́йский (греч. μητροπολίτης Γεώργιος Νικομηδείας; IX век) — епископ Константинопольской православной церкви, митрополит Никомидийский, писатель, проповедник и гимнограф
Год и место рождения его неизвестны. Был современником и другом патриархa Константинопольского Фотия, с которым вёл переписку.
Был диаконом и хартофилаксом храма Святой Софии в Константинополе. В 860 году рукоположен во епископа. Затем был изгнан с кафедр во время гонения на Фотия.
Из многочисленных церковных слов Георгия, общее количество коих простирается до 170, изданы только девять в сотом томе Греческой патрологии. Большая их часть написана на богородичные праздники. Георгий является одним из авторов богослужебных текстов на праздник Введение во храм Пресвятой Богородицы. Год и место смерти его также неизвестны.
В Синаксаре Константинопольской Церкви память святителя Георгия отмечена под 29, 30, 31 декабря. День памяти Георгия 29 декабря (11 января).